# Hyporhagus elegantulus
Hyporhagus elegantulus es una especie de coleóptero de la familia Monommatidae.

## Distribución geográfica
Habita en Panamá.